# Tetrastichus carbonelli
Tetrastichus carbonelli är en stekelart som beskrevs av Blanchard 1947. Tetrastichus carbonelli ingår i släktet Tetrastichus och familjen finglanssteklar.
Artens utbredningsområde är Uruguay. Inga underarter finns listade i Catalogue of Life.